# Magische kubus
Een magische kubus is de driedimensionale vorm van een magisch vierkant. In een rooster van n x n x n (orde n) worden de getallen 1 tot en met n3 geplaatst zodat alle rijen in de drie richtingen en ook de lichaamsdiagonalen een gelijke som hebben, de magische constante.
Een voorbeeld van een magische kubus van orde 3 is:
Bovenlaag:
| 8  | 24 | 10 |
| 12 | 7  | 23 |
| 22 | 11 | 9  |

Middenlaag:
| 15 | 1  | 26 |
| 25 | 14 | 3  |
| 2  | 27 | 13 |

Onderlaag:
| 19 | 17 | 6  |
| 5  | 21 | 16 |
| 18 | 4  | 20 |

Merk op dat de lagen zelf geen magische vierkanten zijn, omdat de sommen van de diagonalen niet gelijk zijn aan de magische constante. Wanneer dat wel het geval is spreekt met van een perfecte magische kubus.